# Caesalpinia paraguariensis
Libidibia paraguariensis é uma espécie vegetal da família Fabaceae.
Pode ser encontrada nos seguintes países: Argentina, Bolívia, Brasil e Paraguai.
Está ameaçada por perda de habitat. Sua madeira é extremamente pesada e de cor negra, sendo muito semelhante ao Ébano africano.